# パウロフラード
パウロフラード（ウクライナ語: Павлоград）はウクライナのドニプロペトローウシク州パウロフラード地区にある都市。サマーラ川、ヴォーウチャ川、フニーズドカ川、コチェルハー川の河岸に位置する。都市の高さは海抜71 mである。面積は59.3 km²。人口は101,430人 (2022年1月1日)。
パウロフラードは1779年に創建された。1784年に市制施行された。
市内ではパウロフラード駅がある。首都キエフまでの直線距離は438 km、鉄道で595 km、車道で528 kmとなっている。州庁所在地までの直線距離は64 km、鉄道で87 km、車道で75 kmとなっている。パウロフラードの日は、9月18日となっている。

## 姉妹都市
- en:Lubsko、ポーランド
- サン・セバスティアン、スペイン